# 施韦普尼茨
施韦普尼茨（德語：Schwepnitz）是德国萨克森州的市镇，隶属于包岑县。总面积为56.03平方千米，截至2023年12月31日总人口为2,462人。